# Younes Darri
Younes Darri surnommé Daari, né le 23 septembre 1996 à Alkmaar (Pays-Bas), est un joueur international néerlandais de futsal.

## Biographie

### En club
Younes Darri naît à Alkmaar aux Pays-Bas de parents marocains originaires de Nador au nord du Maroc. Il est le neveu du joueur Mohammed Darri.
Il commence le futsal au niveau amateur avant d'intégrer l'effectif espoirs du FC Marlène, club basé à Heerhugowaard. Il signe ensuite son premier contrat professionnel au HV Veerhuys et fait ses débuts en 2016. Lors de la saison 2016-17, il inscrit neuf buts en six matchs. 
Ses bonnes performances lui valent l'intérêt de plusieurs écuries du futsal néerlandais, notamment du Hovocubo. Il y signe un contrat de deux ans. Le 1er mai 2021, son contrat au Hovocubo est résilié,,. 
Le 6 mai 2021, il s'engage librement au FC Marlène,.

### En sélection
Le 5 décembre 2016, il reçoit sa première sélection avec les Pays-Bas dans un match face à la Croatie (défaite, 1-4),.
En novembre 2022, il annonce via ses réseaux sociaux un changement de nationalité sportive et participe du 21 au 25 novembre 2022 à Rabat avec l'équipe du Maroc. Il ne rejoint finalement pas ses nouveaux coéquipiers en raison d'une blessure endurée quelques jours avant en championnat.

## Style de jeu
Fort techniquement avec la balle au pied, il compense son manque de physique par ses qualités dans les petits espaces.

## Palmarès
- 2020 :  Meilleur buteur de la saison 2019-20 avec 32 buts[9].